# Гарі Марш (хокеїст)
Гарі Марш (англ. Gary Marsh, 9 березня 1946, Торонто) — канадський хокеїст, що грав на позиції крайнього нападника.

## Ігрова кар'єра
Професійну хокейну кар'єру розпочав 1962 року.
Протягом професійної клубної ігрової кар'єри, що тривала 13 років, захищав кольори команд «Детройт Ред-Вінгс», «Рочестер Американс», «Торонто Мейпл-Ліфс», а також захищав кольори команд різноманітних ліг Канади та США.

## Статистика НХЛ
| Сезон        | Клуб                 | Ліга         | Регулярний сезон | Регулярний сезон | Регулярний сезон | Регулярний сезон | Регулярний сезон | Плей-оф | Плей-оф | Плей-оф | Плей-оф | Плей-оф |
| Сезон        | Клуб                 | Ліга         | І                | Г                | П                | О                | ШХ               | І       | Г       | П       | О       | ШХ      |
| ------------ | -------------------- | ------------ | ---------------- | ---------------- | ---------------- | ---------------- | ---------------- | ------- | ------- | ------- | ------- | ------- |
| 1967—1968    | «Детройт Ред-Вінгс»  | НХЛ          | 6                | 1                | 3                | 4                | 4                |         |         |         |         |         |
| 1968—1969    | «Торонто Мейпл-Ліфс» | НХЛ          | 1                | 0                | 0                | 0                | 0                |         |         |         |         |         |
| Усього в НХЛ | Усього в НХЛ         | Усього в НХЛ | 7                | 1                | 3                | 4                | 4                |         |         |         |         |         |